# لانزیا ۶۸۳

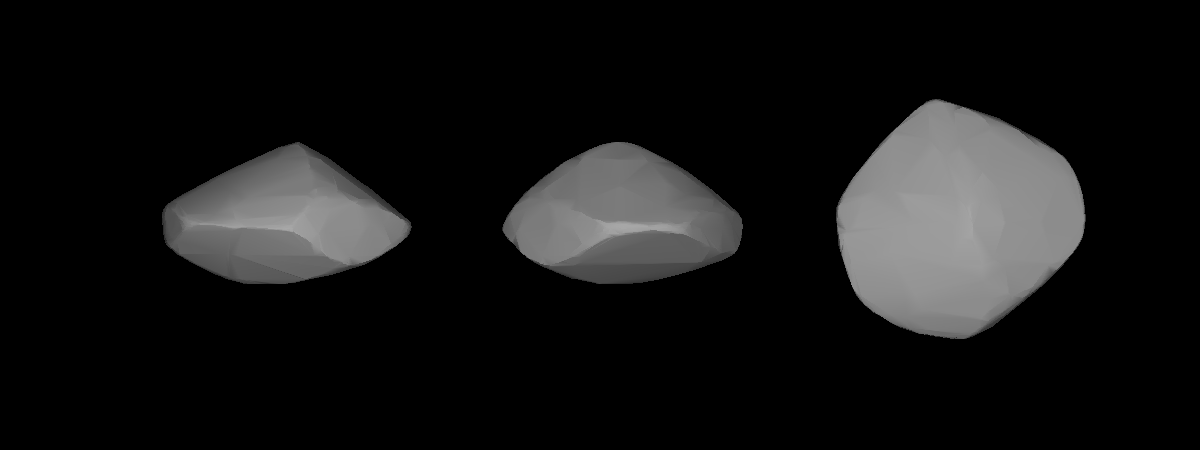
مدل سه‌بُعدی سیارک لانزیا ۶۸۳ بر اساس منحنی نور آن

سیارک ۶۸۳ (به انگلیسی: 683 Lanzia، نامگذاری:1909HC) ششصد و هشتاد و سومین سیارک کشف شده‌است که در ۲۳ ژوئیه ۱۹۰۹ و در هایدلبرگ کشف شد.
قدر مطلق سیارک برابر ۸٫۱۰ است.